# Eva Tiby
Eva Tiby, född 3 juli 1953, är en svensk kriminolog. Hon är professor emerita i kriminologi vid Kriminologiska institutionen på Stockholms universitet och har varit ställföreträdande prefekt för densamma. Hon har en bakgrund som jurist och rättssociolog.

## Biografi
1980 tog Eva Tiby juris kandidatexamen och disputerade 1999 på en avhandling om hatbrott och var bland de första i Sverige som forskade i ämnet. När hon lade fram sin avhandling blev hon den första kvinnliga docenten i kriminologi i Sverige, likaså blev hon 2010 den första kvinnliga professorn i samma ämne.
Eva Tibys forskningsområden är viktimologi, brottsprevention, genus, prostitution, hatbrott, ungdomars utsatthet och metod.

## Utmärkelser
- 2010 - Brottsoffermyndighetens pedagogiska pris